# Царська дорога Персії

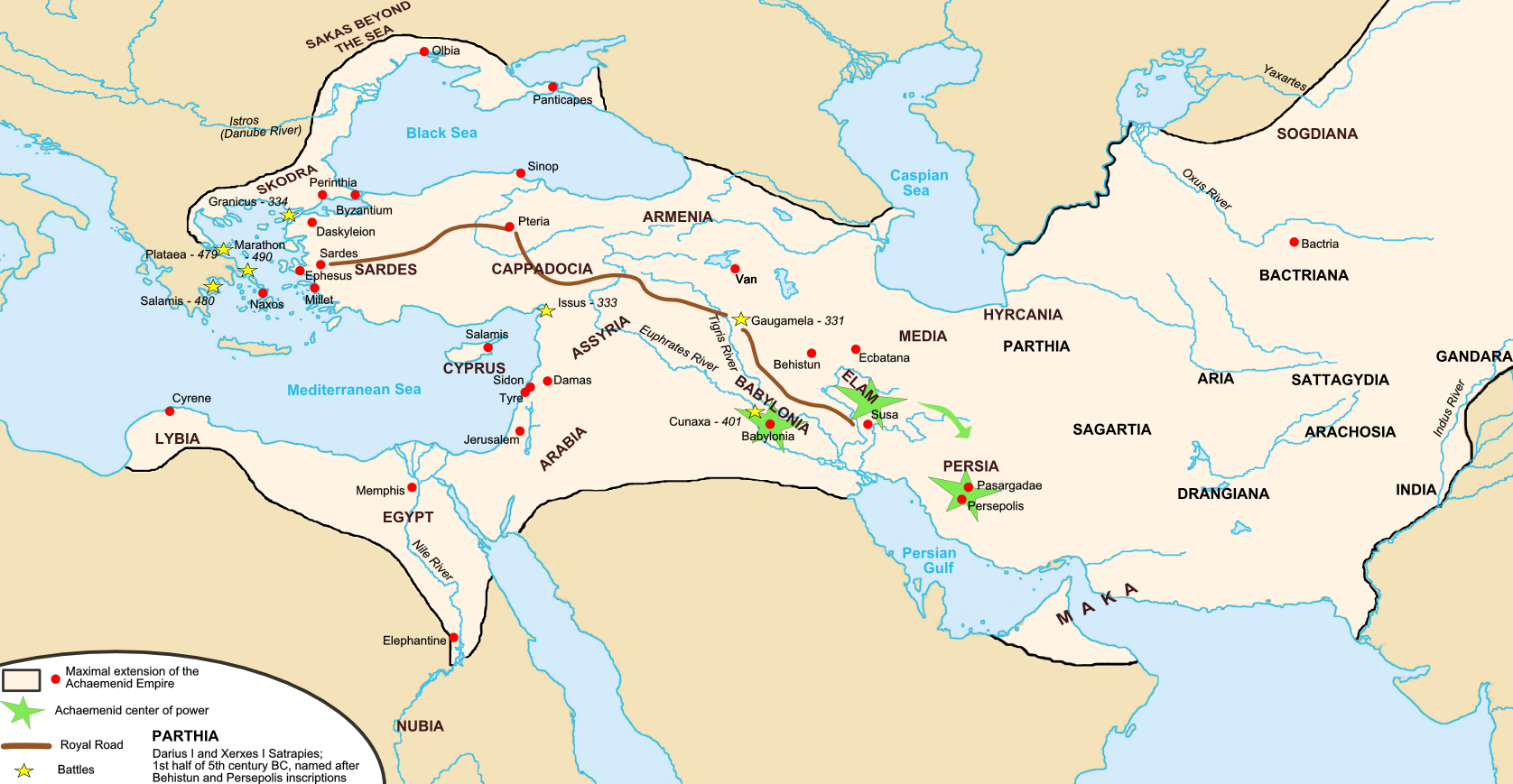
Царська дорога Перської держави

Цáрська дорóга — важливий давній обладнаний поштовий шлях в Стародавній Персії, що проходив від Суз до Сард, та який побудовано за наказом царя Дарія I з династії Ахеменідів. Дорогу було обладнано для налагодження поштового зв'язку імператора із сатрапами та поліпшення управління імперією. Поштова система називалась ангаріон, а посланці — ангарами. ЇЇ застосовували не тільки гінці, а й перські купці та армія. Навіть після захоплення Персії Александром Македонським, Царською дорогою не припинили користуватися ще декілька століть.

## Історія створення

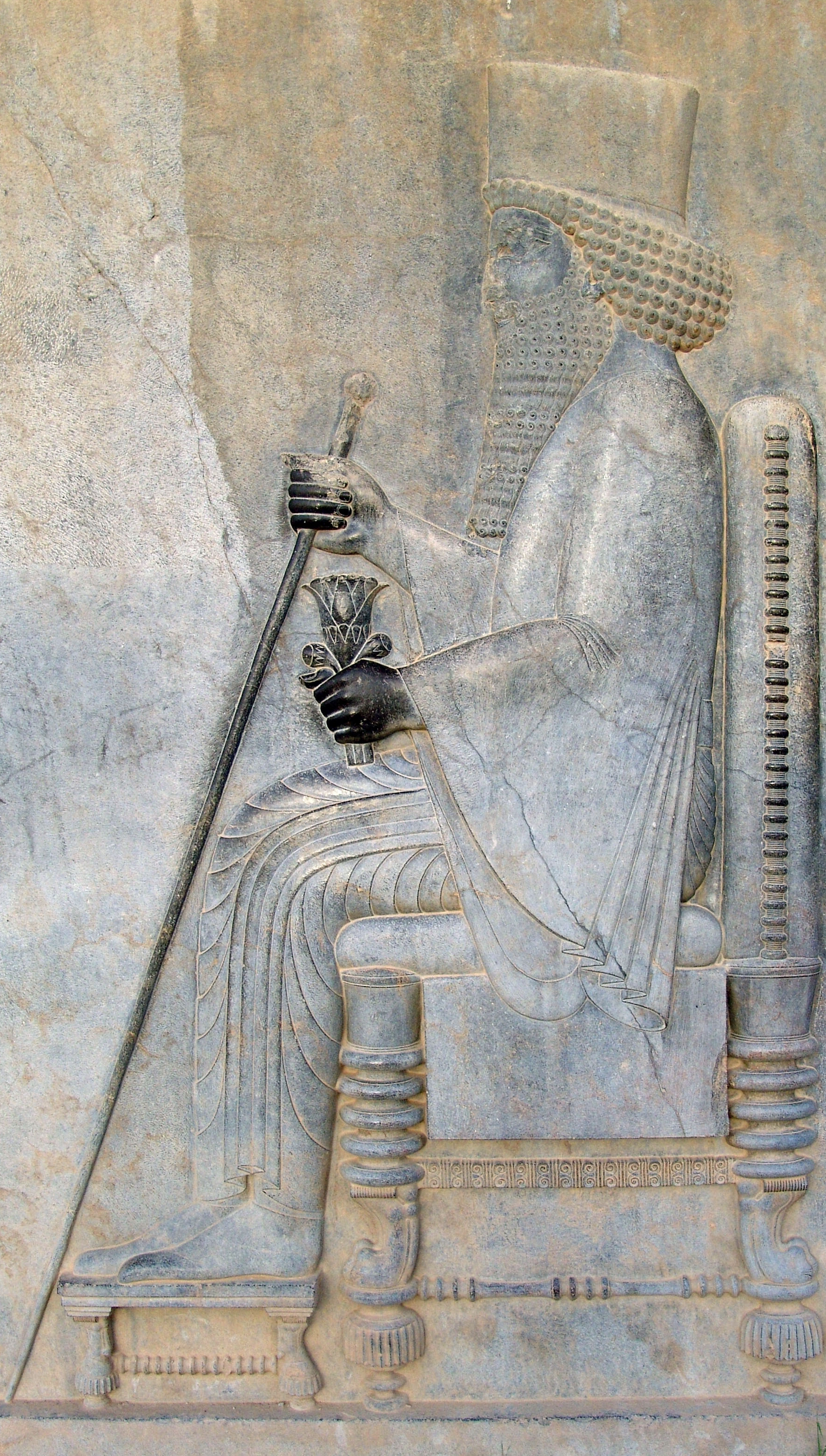
Дарій І Великий з династії Ахеменідів

Дорога побудована за наказом перського царя Дарія I, що мав на меті з'єднати західні і східні сатрапії безкрайньої Імперії Ахеменідів. У стародавніх греків вона отримала назву  «Царська дорога». Вперше про неї розповів історик Геродот, захоплюючись устроєм поштової служби у персів і швидкістю, з якою пересувалися по цій дорозі царські гінці.
На думку дослідників, при будівництві Царської дороги були використані ділянки давніших мощених магістралей: найдревніших — прокладених хеттами та ассирійцями (які вели між собою активну торгівлю ще в першій чверті другого тисячоліття до н. е., і мали вже на той час обладнаний торгівельний шлях) та більш пізні — збудовані вавилонянами. Для її східного продовження основою послужили західні ділянки Великого Шовкового шляху (Хорасанський шлях) . 
Навіть після зникнення Перської імперії та утворення Сирійського царства частину ділянок дороги продовжували використовувати царі та війська династії Селевкідів. Саме вони проклали частину шляху від Сард до Ефесу, що був тоді важливим портом царства. Потім, цими шляхами користувалися за часів Римської республіки та Імперії, а згодом Візантії .

## Опис
За описом Геродота, Царська дорога була мощеною. Вона перетинала всю імперію від міста Сузи на Сході, однієї зі столиць Персії, до міста Сарди на Заході, що поблизу Егейського моря . Її довжина становила 2683 км (за іншими підрахунками 2699 км). Уздовж дороги було побудувано 111 зупинок, де можна було замінити коней, відпочити і поїсти. Дорога пов'язувала найважливіші політико-економічні центри держави.
Йшла через Лідію, Фригію (головний центр — Гордій), перетинала річку Галіс (сучасний Кизил-Ірмак в Туреччині), проходила Каппадокією, потім повертала на північ — до Ассирії, доходячи до залишок Ніневії (району сучасного Мосула в Іраку), потім перетинала Євфрат, проходила уздовж річки Тигр. Після цього дорога поділялася на дві гілки, одна з яких через гори Загрос доходила до міста Екбатани (іншої столиці імперії), після чого направлялася до Великого Шовкового шляху, а інша йшла в південно-східному напрямку через Вавилон в бік Суз. За свідченням численних істориків та сучасників ця дорога вирізнялась високою якістю.

Царська дорога була своєрідним стрижнем усієї системи доріг Персії. З нею була пов'язана дорога, що йшла до сатрапій Бактрія та Согдіана. Інші шляхи доходили до Ісської затоки Середземного моря та Синопи на Чорному морі . 

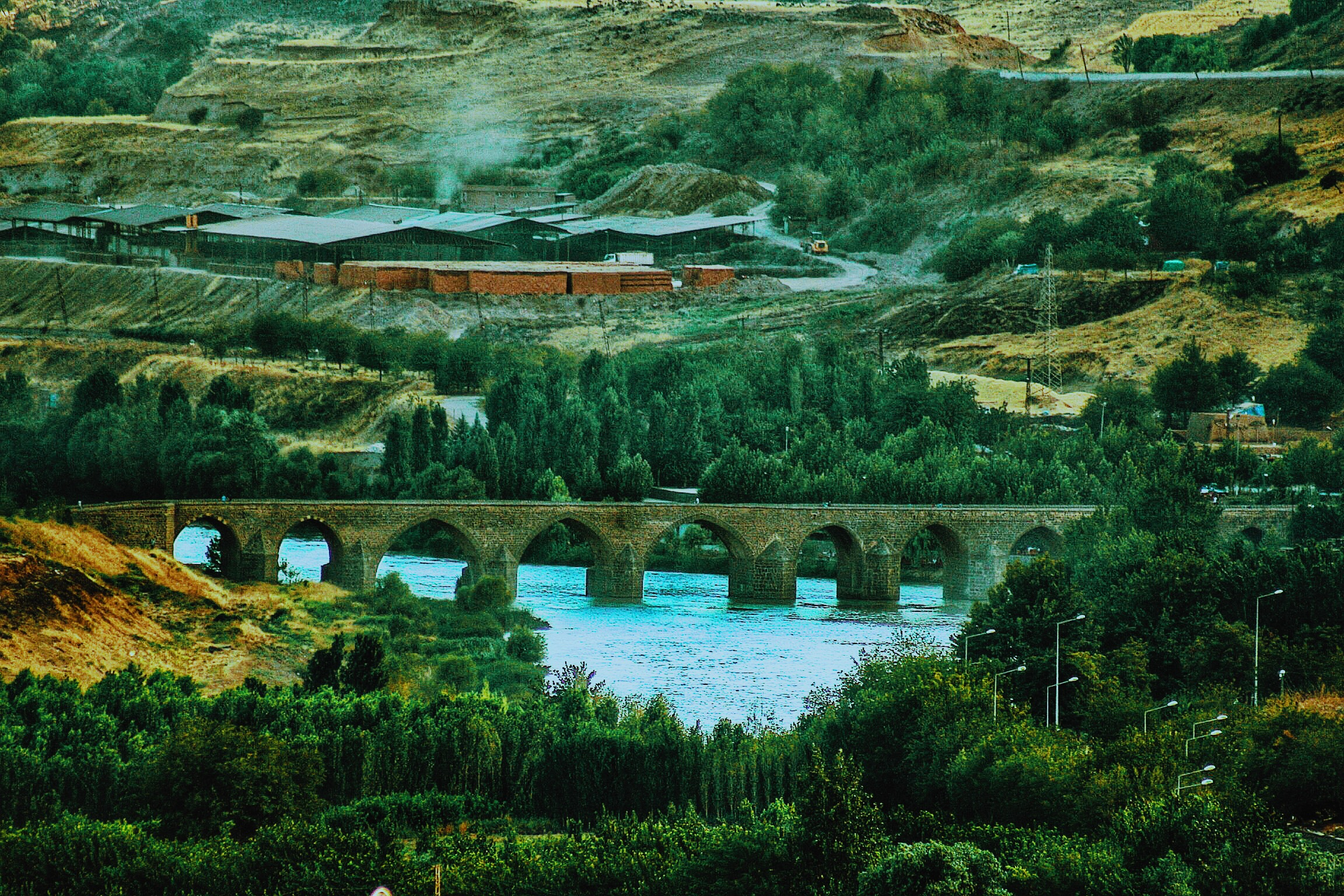
Сучасний міст на ріці Тигр, Діярбакир

Царська дорога посприяла розквіту торгівлі в державі персів, яка тривала до походу Олександра Македонського. В турецькому місті Діярбакир[джерело?] досі зберігся міст, що був частиною Царської дороги, і який було перебудовано римлянами.

## Принцип роботи Царської Дороги
Поштові станції, розміщувались уздовж головних шляхів Імперії на такій відстані, яку верхи можна подолати приблизно за пів доби або за день (приблизно 20 км). Гонець, що прибував з посланням на зупинку, передавав його іншому. Для поліпшення роботи, існували спеціальні денні та нічні гінці. Увесь шлях протяжністю близько 2,7 тисяч кілометрів послання долало приблизно за 9 днів, хоча звичайний час подорожі на такій відстані міг становити до трьох місяців. 

Геродот, у своїх творах "Історія", із захватом описує поштову систему, створену персами:
"Немає нікого зі смертних, хто здійснив би подорож із більшою швидкістю, ніж ці посланці — настільки майстерно це винайшли перси. Бо вони кажуть, що на кожен день з якого складається весь шлях, є  достатньо коней і людей. І кожен чоловік та кінь призначаються на окремий день подорожі. Ні сніг, ні дощ, ні спека, ні темрява ночі не завадять їм виконати дане їм завдання якнайшвидше. Перший гонець передає повідомлення другому, а другий - третьому; після цього, послання, передане від одного до іншого, доходить до цілі, як у факельній гонці серед еллінів, яку вони проводять в честь Гефеста. Такий вид кінної пошти перси називають ангаріон."

## Наслідки

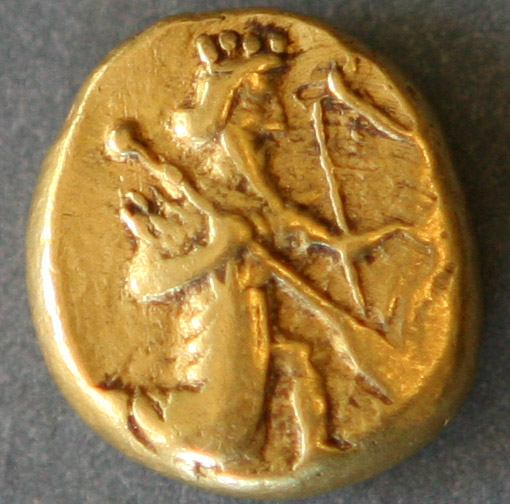
Золотий дарік Персії, V століття до н. е

Будівництво якісних та безпечних доріг (в тому числі і Царської дороги) сприяло розвитку торгівлі. Персія стала першою державою, що запровадила монети єдиного зразка – Золотий дарік. До цього, монети існували лише в одній державі–Лідії. Решта світу, як гроші найчастіше використовувала золоті чи срібні зливки, або ж взагалі не користувалася грошами, здійснюючи обмінну торгівлю . 
Окрім цього, Царська дорога продемонструвала значущість таких магістралей та надихнула інші народи на будівництво мереж доріг. Зокрема, римлян, шляхами яких, ми користуємось і донині.

## В культурі
Вираз «царська дорога» або «царський шлях» в античності став крилатим, позначаючи найбільш швидкий, легкий і розумний спосіб домогтися чого-небудь.

## Див. Також
- Імперія Ахеменідів
- Дарій І Великий
- Ассирія
- Хетти
- Вавилонія
- Геродот
- Стародавня Македонія
- Сирійське Царство
- Селевкіди
- Римська Імперія